# Nolana scaposa
Nolana scaposa är en potatisväxtart som beskrevs av Ramón Alejandro Ferreyra. Nolana scaposa ingår i släktet cymbalblommor, och familjen potatisväxter. Inga underarter finns listade i Catalogue of Life.